# InnoGames
InnoGames – niemieckie przedsiębiorstwo zajmujące się tworzeniem i obsługą gier przeglądarkowych, założone przez Hendrika Klindwortha, Michaela Zillmera i Eike Klindwortha.
Studio wyprodukowało m.in. gry Plemiona, The West oraz Grepolis.

## Historia

### Początki
Na początku 2003 pojawiła się gra Die Stämme. Motywacją do tworzenia gry był udział jej twórców jako zwykłych graczy. Serwer z grą uruchomiony został oficjalnie w czerwcu 2003, a na początku 2004 liczba grających wynosiła kilka tysięcy uczestników. Szybko uruchomiony został drugi serwer gry, aby sprostać zapotrzebowaniom graczy. Projekt wciąż się rozwijał osiągając w 2005 ok. 50000 graczy.

### Rozwój
W 2005 z powodu rosnącego sukcesu, twórcy Die Stämme zadecydowali o przekształceniu swojego dotychczasowego hobby w pracę zawodową i zajęli się poważnie rozwojem gier przeglądarkowych. Pod koniec 2005 ukazała się nowa wersja gry, ze znacznie bogatszą grafiką.
Pierwszym zagranicznym krokiem było uruchomienie wersji skierowanej dla angielskojęzycznych graczy (pod nazwą Tribal Wars). W 2006 licencja na prowadzenie tureckiej, francuskiej, hiszpańskiej oraz włoskiej wersji gry została udzielona studiu Gameforge, jednakże wygasła ona w 2009. W związku z tym InnoGames uruchomiła od nowa ww. wersje językowe (Gameforge nie przekazał gier pod zarząd InnoGames, lecz zakończył rozgrywkę tworząc jednocześnie bliźniaczą grę – Kings Age). Pod koniec 2006 rozpoczęto współpracę przy grze przeglądarkowej Desert Planet (dziś już nieistniejącej). W czasie trwania współpracy liczba jej graczy wzrosła z 3000 do 30000.

### Utworzenie studia
1 stycznia 2007 roku powstało studio InnoGames GmbH, będące zarówno twórcą jak i dystrybutorem gier. Liczba graczy wciąż wzrastała, osiągając w 2008 ponad 3 miliony użytkowników na całym świecie, czyniąc tym samym z InnoGames jednego z największych operatorów gier przeglądarkowych. Pod koniec 2009 wystartowała gra Grepolis w wersji niemieckiej. Na początku 2010 uruchomiona została wersja międzynarodowa, w języku angielskim oraz holenderskim, greckim, francuskim, a później w polskim, włoskim, szwedzkim, czeskim, rumuńskim i portugalskim.
Na przestrzeni następnych lat, studio wyprodukowało kilka kolejnych gier. Największym sukcesem okazała się wydana w 2012 roku gra przeglądarkowa Forge of Empires, która do pierwszej połowy 2017 roku wygenerowała 250 milionów euro przychodu.
Pod koniec 2017 roku poinformowano, że we wszystkich grach studia zarejestrowało się ponad 200 milionów graczy.

## Wydane gry
Lista gier wyprodukowanych lub wydanych przez InnoGames, wciąż aktywnych:
- Plemiona – gra przeglądarkowa, później z częściowym wsparciem mobilnym.
- The West – gra przeglądarkowa.
- Grepolis – gra przeglądarkowa, później z częściowym wsparciem mobilnym.
- Forge of Empires – gra dostępna w przeglądarce oraz na platformy mobilne[6].
- Tribal Wars 2[7] – gra przeglądarkowa z częściowym wsparciem mobilnym.
- Elvenar[8] – gra dostępna w przeglądarce oraz na platformy mobilne[9].
- Warlords of Aternum – gra przeznaczona na platformy mobilne[10].